# Kościół Wniebowzięcia Najświętszej Marii Panny w Mereczu
Kościół Wniebowzięcia Najświętszej Marii Panny w Mereczu – katolicki kościół w Mereczu (Litwa).
Kościół w Mereczu ufundował Władysław Jagiełło w pierwszej połowie XV wieku w stylu gotyckim. W 1648 kościół przebudowano na koszt Władysława IV w stylu renesansowym. W 1884 dobudowano przedsionek.
Kościół na planie prostokąta ma trzy równe nawy (kościół halowy), pięciobocznie zamknięte prezbiterium i jedną zakrystię oraz przedsionek. Okna mają zamknięcia łukowe. Ściany kościoła wzmacniane są schodkowymi szkarpami. Nad fasadą zbudowano trójkondygnacyjny fronton, który zdobią pilastry, gzymsy, woluty, pinakle i wnęki. Podobny fronton jest nad fasadą przedsionka.
We wnętrzu kościoła znajduje się 5 barokowych ołtarzy z XVIII i XIX wieku i obrazy z XVII wieku.
W XIX wieku kościół otoczono murem z kamieni polnych z dwukondygnacyjną dzwonnicą bramną.